# Kostel svaté Margarety (Babington)
Kostel svaté Margarety, anglicky Church of St Margaret, je památkově chráněný anglikánský kostel v sousedství Babington House v Babingtonu, v Somersetu, v Anglii. Kostel je vlastněn a provozován charitou St Margaret.
Na místě, před současným kostelem, stála normanská budova; kostel je zmiňován od roku 1748 a pravděpodobně ho postavil John Strahan nebo William Halfpenny. Je považován za velmi podobný v koncepci kapli Redland v Bristolu. Stavba byla zadána rodinou Knatchbullových. Budova zahrnuje apsidovou kapli a malou západní věž s osmihrannou kupolí. V interiéru jsou na kříži neobvyklé královské znaky Hannoverů.
Na hřbitově se nachází soubor tří kamenných sarkofágů.
Už zde neprobíhají pravidelné bohoslužby, ale je možné provádět některé obřady. Budova může být také využívána pro komunitní a kulturní účely.